# Alina Bantle
Alina Bantle (* 6. Juni 2000 in Schramberg) ist eine deutsche Fußballspielerin.

## Karriere
Bantle begann beim FC Hardt mit dem Fußballspielen, bevor sie im Alter von 14 Jahren in die B-Jugendmannschaft des SC Freiburg wechselte und in der Staffel Süd der B-Juniorinnen-Bundesliga bis 2016/17 zehn Tore in 43 Punktspielen erzielte.
Zur Saison 2017/18 rückte sie in die zweite Mannschaft auf, für die sie in der Staffel Süd der seinerzeit zweigleisigen 2. Bundesliga ihre ersten zehn Punktspiele im Seniorinnenbereich bestritt und ein Tor erzielte. In der Saison 2022/23 kam sie in 23 Punktspielen zum Einsatz, in denen sie jedoch ohne Torerfolg blieb. In der drittklassigen Regionalliga Süd bestritt sie für die zweite Mannschaft 44 Punktspiele, in denen ihr elf Tore gelangen.
Für die erste Mannschaft kam sie in der Saison 2020/21 zweimal, in der Saison 2021/22 ein weiteres Mal zum Einsatz. Ihr Debüt in der höchsten Spielklasse gab sie am 7. März 2021 (14. Spieltag) bei der 1:5-Niederlage im Heimspiel gegen den FC Bayern München mit Einwechslung in der 78. Minute für Erëleta Memeti.
Zur Saison 2023/24 wurde sie vom Zweitligisten SC Sand verpflichtet. Im Sommer 2025 schloss sie sich dem Ligakonkurrenten VfL Bochum an.